# Viborg Katedralskole
A Viborg Katedralskole (magyarul: Viborgi Székesegyházi Iskola) egy középiskola a dániai Viborgban. Az iskola a Gammel Skivevej 2. szám alatt található, és kb. 1000 diákja van.

## Története

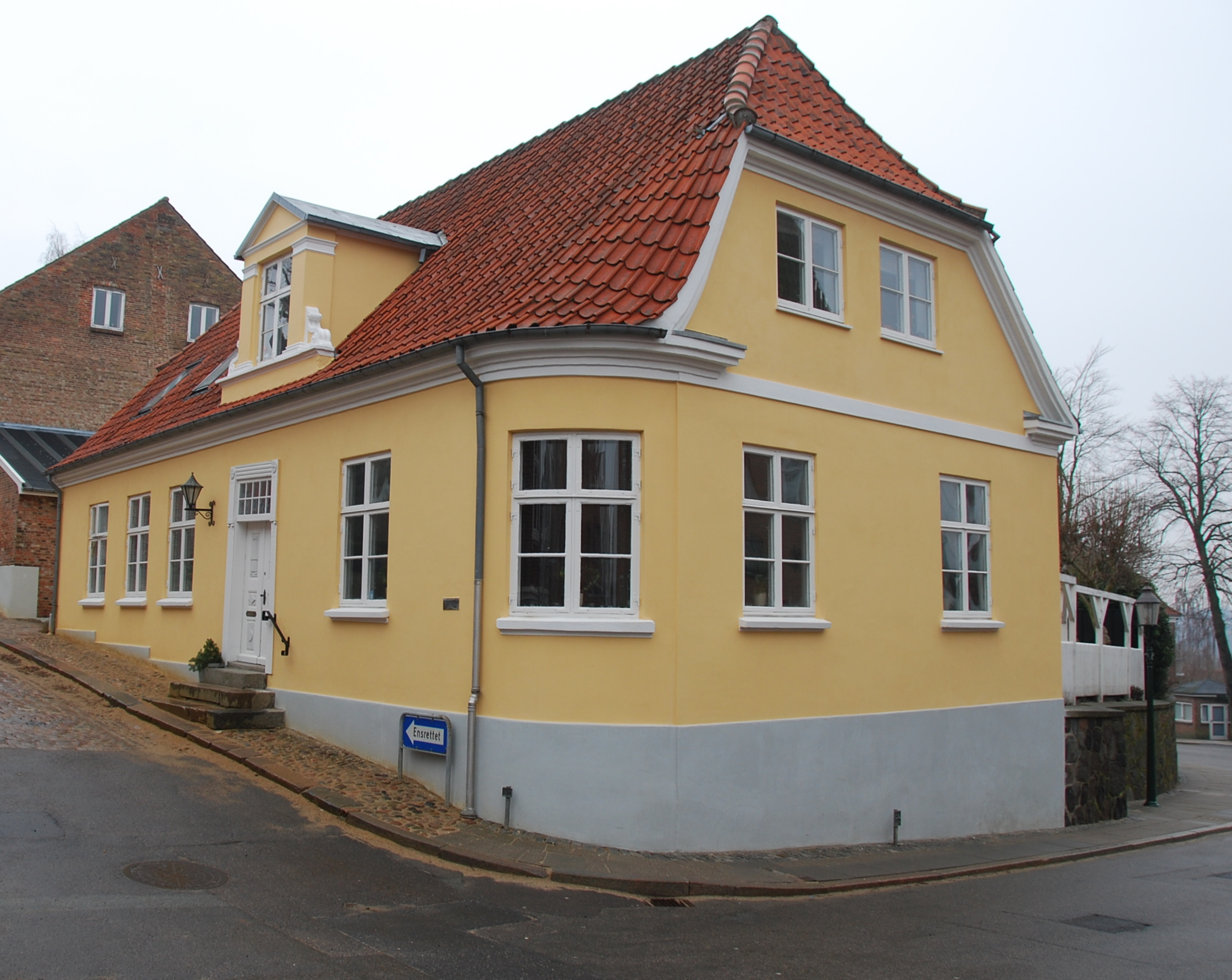
A Skolestræde 2. szám alatti épület

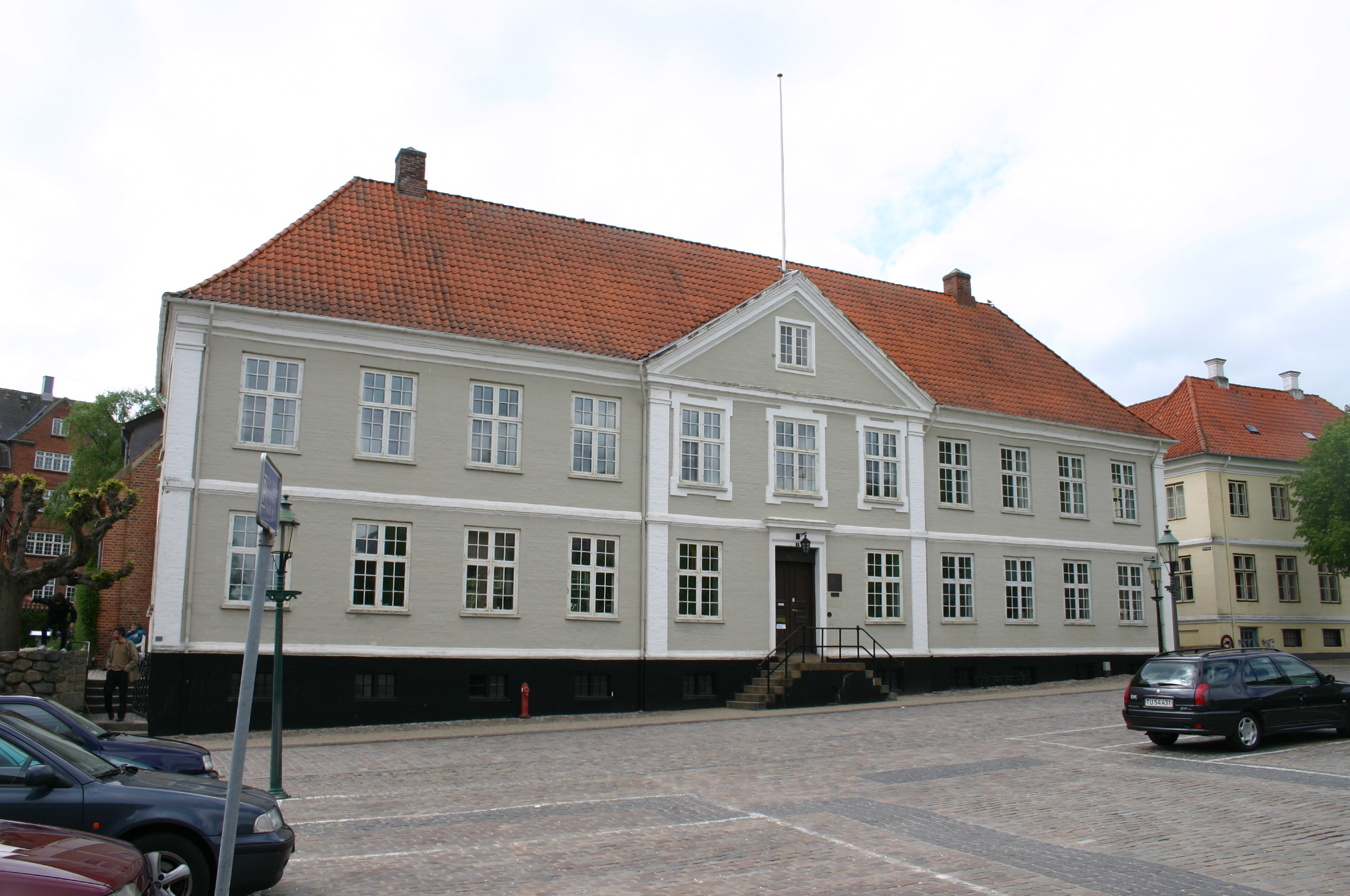
A Latinskolen épülete

A Viborgi Egyházmegye 1060-ban alakult meg, és a székesegyház melletti iskola is ebben az időszakban jött létre. Az intézményt katolikus szemináriumként alapították, ahol latinul oktatták teológiai ismeretekre a növendékeket. Az első íráso emlék 1130-ból származik. Valószínűleg az 1150-ben elhunyt Viborgi Szent Kjeld is tanított az intézetben, mielőtt pappá szentelték volna. Az iskola rektorát a püspök nevezte ki, és az a beosztott templomokban papként is tevékenykedett.
1508-ban az iskola engedélyt kapott, hogy a székesegyház környékéről a Skolestræde 2. szám alá költözzön, és ott egy saját épületet emeljen. A reformáció után 1536-ban az iskola működtetője a Dán Királyság lett, és az iskolai ügyeket a III. Keresztély király által kiadott egyházi rendelet (Kirkeordinansen) alapján intézték. A szekularizáció az anyagiakra és az oktatásra is hatással volt, az elkövetkező száz évben gyakoriak voltak a rektorcserék. 1742-ben a megrongálódott iskola épületét eladták egy kereskedőnek, aki malommá alakította. 1772-ig az iskolának nem volt saját helyisége, majd a viborgi székesegyház közelében a Sct. Mogens Gade 1. szám alatti épületben folytatták az oktatási tevékenységet 1926-ig. Ebben az épületben a tantermek mellett az igazgatói és a tanári lakások is helyet kaptak, ma pedig a városvezetés használja. A Latinskolen (Latin iskola) néven ismert klasszicista épület környéke 1726-ban egy tűzvészben elpusztult. 1783-ban azon a területen egy kertet hoztak létre, amely a Latinkert (dánul: Latinerhaven) nevet kapta.
Az 1800-as években jelentős reformok történtek: a latin helyett bevezették a dán tanítási nyelvet, és egy könyvtárat is alapítottak. 1903-ban egy országos törvény lehetővé tette a lányok középiskolai oktatását, így 1904-ben a Katedralskole is koedukált iskola lett.
Az iskola évszázadokig a város falain belül működött, de a 20. század elején, amikor újra szűknek bizonyult, kiköltözött Viborg külterületére. Hack Kampmann építész tervei alapján megkezdődött 1922-ben egy új iskolaépület építése. Kampmann a munkálatok kezdete előtt elhunyt, így fia, az ugyancsak építész, Christian Kampmann és Johannes Frederiksen fejezték be az iskolát 1926-ban. A jelenlegi épület a Skivevej és az Aalborgvej utcák által közrezárt tágas területen, két sportpálya és hársfasorok között áll.
Az épület külseje neoklasszicista stílus jegyeit viseli magán, míg belsejét a korszerűség jellemzi. 2007 elején a padláson egy nagy teret alakítottak ki különböző foglalkozások számára. A terem az iskola építészéről a Kampmann terem nevet kapta.
2000. szeptember 4-én az iskola 900 éves fennállását ünnepelte. Ebből az alkalomból II. Margit királynő és férje, Henrik dán herceg is meglátogatta az ország egyik legidősebb oktatási intézményét.

## Épülete

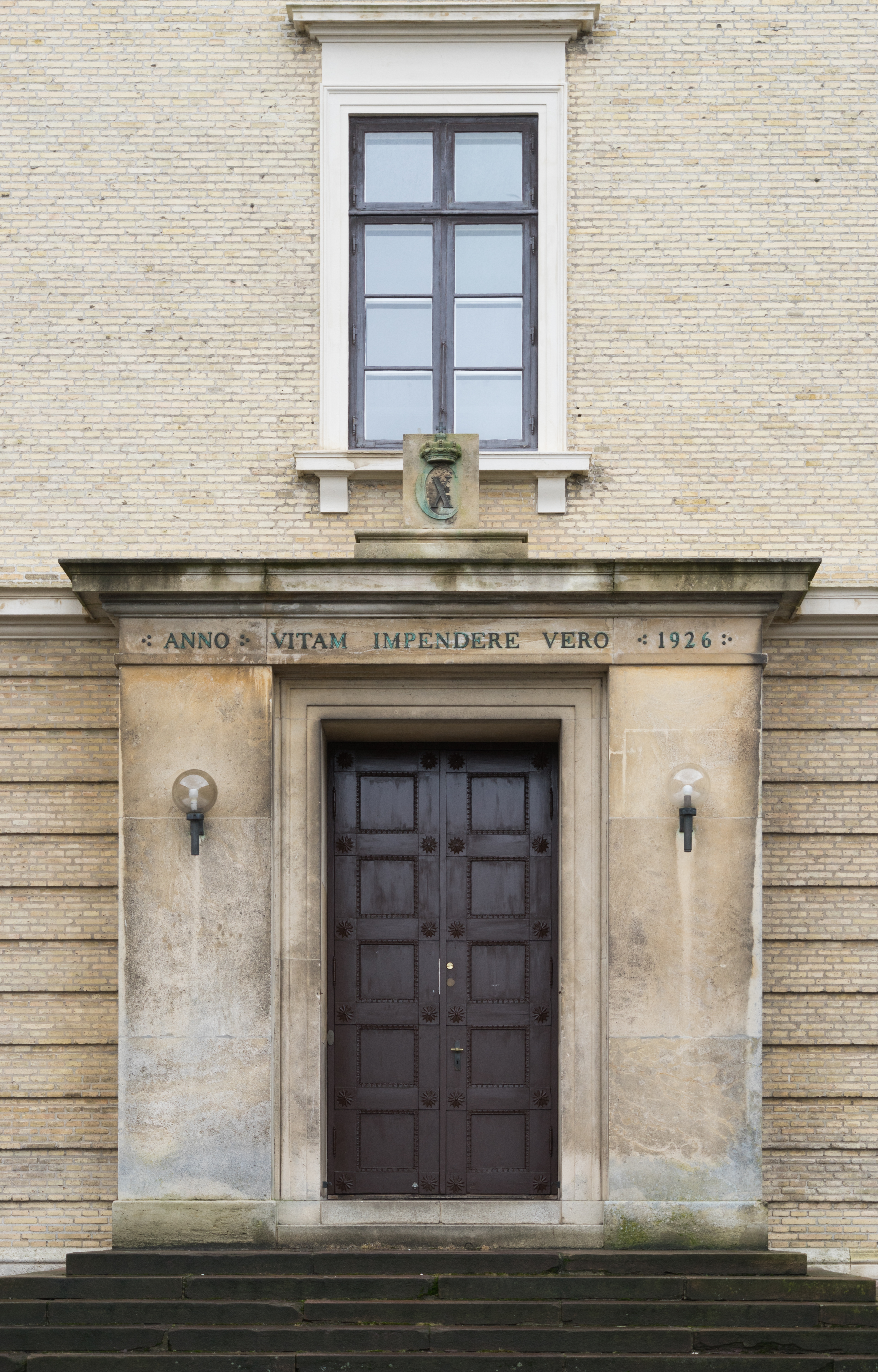
A főbejárat és az iskola mottója

Az iskola kezdetben a székesegyház  környékén lehetett, majd 1508-ban a Skolestræde 2. szám alá költözött (Viborgs Middelalderlige Katedralskole). 1772-1926 között egy másik épületben, a Latinskolen falai között folytatódott az oktatás.
1926-ban nyitotta meg kapuit a mai is használatos épület, melyet Hack Kampmann, több jelentős dán épület alkotója tervezett. Munkái között található például a koppenhágai rendőr-kapitányság (Københavns Politigård), az aarhusi színház (Aarhus Teater) vagy a randersi állami iskola (Randers Statsskole) is.
A neoklasszicista stílusú épületet harmonikus, egyenes vonalak és szimmetria jellemzi. Három fő szárnyból áll, a központi, északnyugati épületszárny tetején található egy kisebb, órával ellátott kupola, melyben a csillagvizsgáló kapott helyet. A kupolával egy vonalban található a keleti lépcsőház és bejárat, mely a központi udvarra nyílik. A bejárat fölött az iskola mottója és az építés éve olvasható: „ANNO · VITAM IMPENDERE VERO · 1926”. Az udvart a két oldalszárny zárja közre, délkeleten pedig egy oszlopsor határolja. Az oszlopsoron túl fekszik az iskola egyik sportpályája és a hársfasétány egy része. Ez az épülethez képes sokkal alacsonyabban van, ezért ide egy, a kupolával és a lépcsőkkel egy vonalban levő, oldalirányba elágazó lépcső vezet le.
A puritán téglahomlokzatot egyforma ablakok tagolják.
Az iskolának egy több mint 150 darabból álló képzőművészeti gyűjteménye van, melyek az épületben vannak kiállítva.
A délnyugati és az északkeleti oldalszárnyakból két-két kisebb épületszárny nyílik. A délnyugati két ilyen szárnya egy kisebb udvart zár közre, melyen két szobor áll. A Thészeusz legyőzi Bienor kentaurt című szobor Antoine-Louis Barye alkotásának mása, a Nimfát elraboló kentaur Laurent Marqueste műve alapján készült. Mindkét szobrot Ferdinand Barbedienne öntödéjében öntötték.

## Érdekességek
Nils Malmros filmrendezőt lenyűgözte az iskola épülete, ezért 2009-ben azt választotta Párkeresők (Kærestesorger) című filmdrámája helyszínéül.

### Híres diákok
- 1555: Jacob Madsen Vejle, püspök
- 1680-as évek: Hans Hansen Rosborg, földbirtokos
- 1782: Henrik Johan de Leth, földbirtokos és bíró
- 1789: Stephan Tetens, püspök
- 1814: Christian Jørgen Hauch, kormánytitkár
- 1826: Fabricius Leth, pap és politikus
- 1832: Rasmus Nielsen, teológiai professor, filozófus
- 1835: Georg Morville, jogász és a Hedeselskabet alapító tagja
- 1858: J.H. Bagger, ügyvéd és politikus
- 1862: Peder Madsen, teológiai professzor, püspök
- 1866: Ditlev Laub, építész
- 1871: Daniel Bruun, tiszt és térképész
- 1872: Einar Falkenberg, tiszt
- 1876: Gabriel Koch, püspök
- 1878: Carl Koch, pap
- 1888: J.P. Skot-Hansen, orvos
- 1889: P. Munch, történész és politikus
- 1890: Aage Friis, történész professzor
- 1893: Johannes Vilhelm Jensen, Nobel-díjas író
- 1913: Mikael Juul Hvorslev, mérnök
- 1920: Vilhelm Aalkjær, sebészprofesszor
- 1921: Jens August Schade, író
- 1923: Lasse Winsløw, festőművész
- 1929: Frode Jakobsen, politikus és író
- 1936: Jørgen B. Dalgaard, törvényszéki orvos
- 1938: Bjarne Johnsen, ügyvéd
- 1943: Jonna Dwinger, újságíró
- 1945: Carl Bang, író, újságíró
- 1947: Grethe Krogh, orgonista, professzor
- 1948: Johan Otto von Spreckelsen építész, professzor
- 1953: Peer Hultberg író, pszichoanalitikus
- 1962: Dorete Bloch, zoológus
- 1962: Lars Juhl, díszlettervező
- 1963: Vibeke Sperling, újságíró
- 1964: Jens Hecht-Johansen, televíziós riporter, producer
- 1964: Bo Marschner, zenetudós
- 1970: Sten Scheibye, vállalatvezető
- 1972: Anders Fogh Rasmussen miniszterelnök, NATO-főtitkár
- 1986: Anders Samuelsen, politikus
- Sigurd Barrett, zenész, műsorvezető
- 1988: Eskild Dohn, zenész
- 1989: Jens Rohde, politikus
- 1990: Kamilla Bech Holten, színész, műsorvezető
- 1993: Pernille Blach Hansen, politikus
- 1997: Lise Rønne, televíziós műsorvezető, a 2014-es Eurovíziós Dalfesztivál egyik házigazdája
- 2000: Rikke Skov, olimpiai aranyérmes kézilabdázó
- Nicolai Vollquartz, labdarúgó-játékvezető
- Nicklas Hindsberg, labdarúgó
- Josephine Touray, olimpiai aranyérmes kézilabdázó
- 2002: Louise Bager Due, kézilabdázó
- 2003: Ole Bitsch, kézilabdázó
- 2003: Berit Kristensen, kézilabdázó
- Søren Tougaard Jensen, labdarúgó
- 2007: Piotrek Wasilewski, zenész
- Kristian Kirk, labdarúgó
- 2010: Alexander Juel Andersen, labdarúgó
- Jonas Thorsen, labdarúgó
- Asbjørn Madsen, kézilabdázó
- 2012: Martin Hoberg Hedegaard, énekes
- Bent Hansen politikus
- Christina Roslyng olimpiai aranyérmes kézilabdázó

## Galéria

Az északnyugati homlokzat és udvar
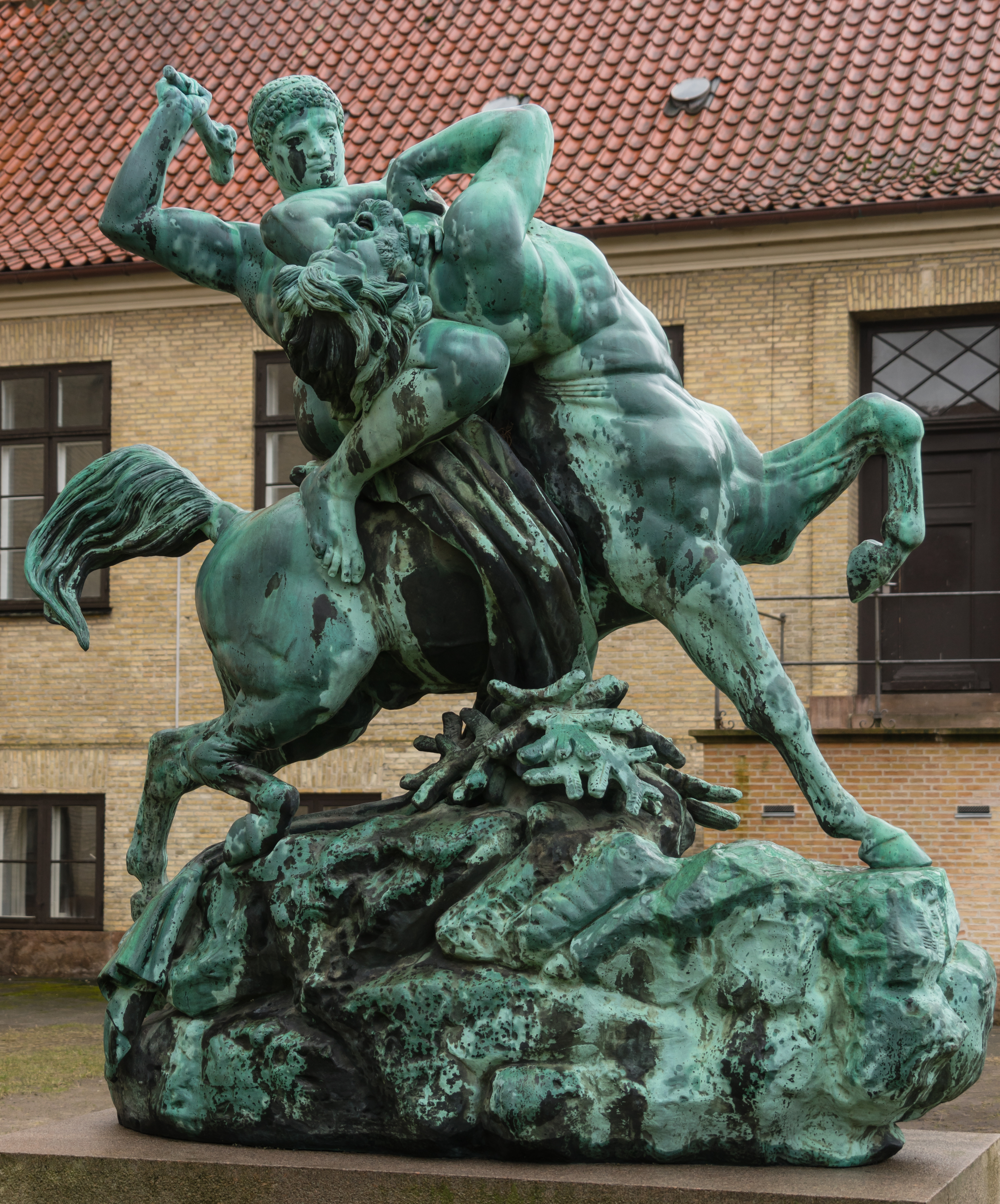
Thészeusz legyőzi Bienor kentaurt
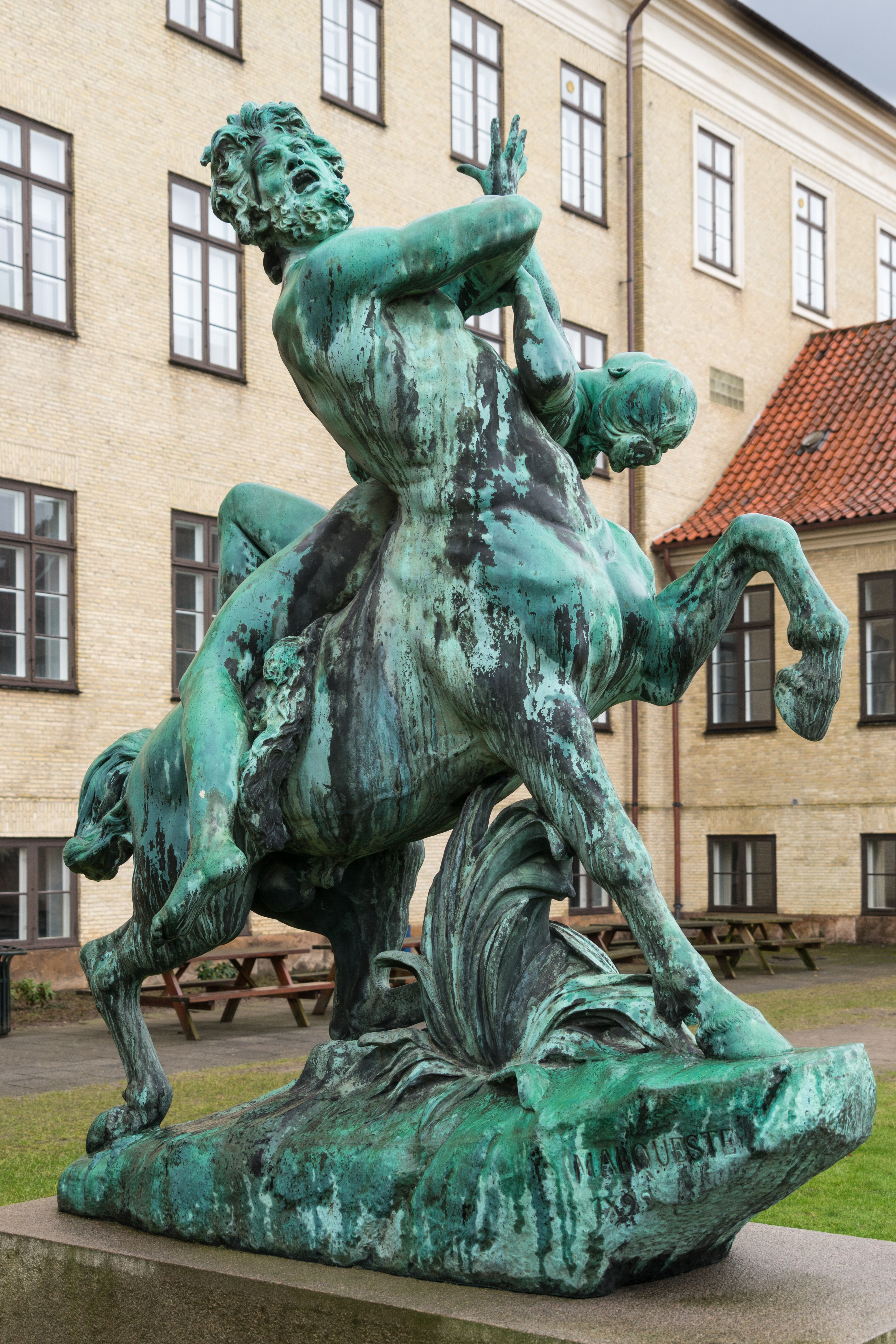
Nimfát elraboló kentaur
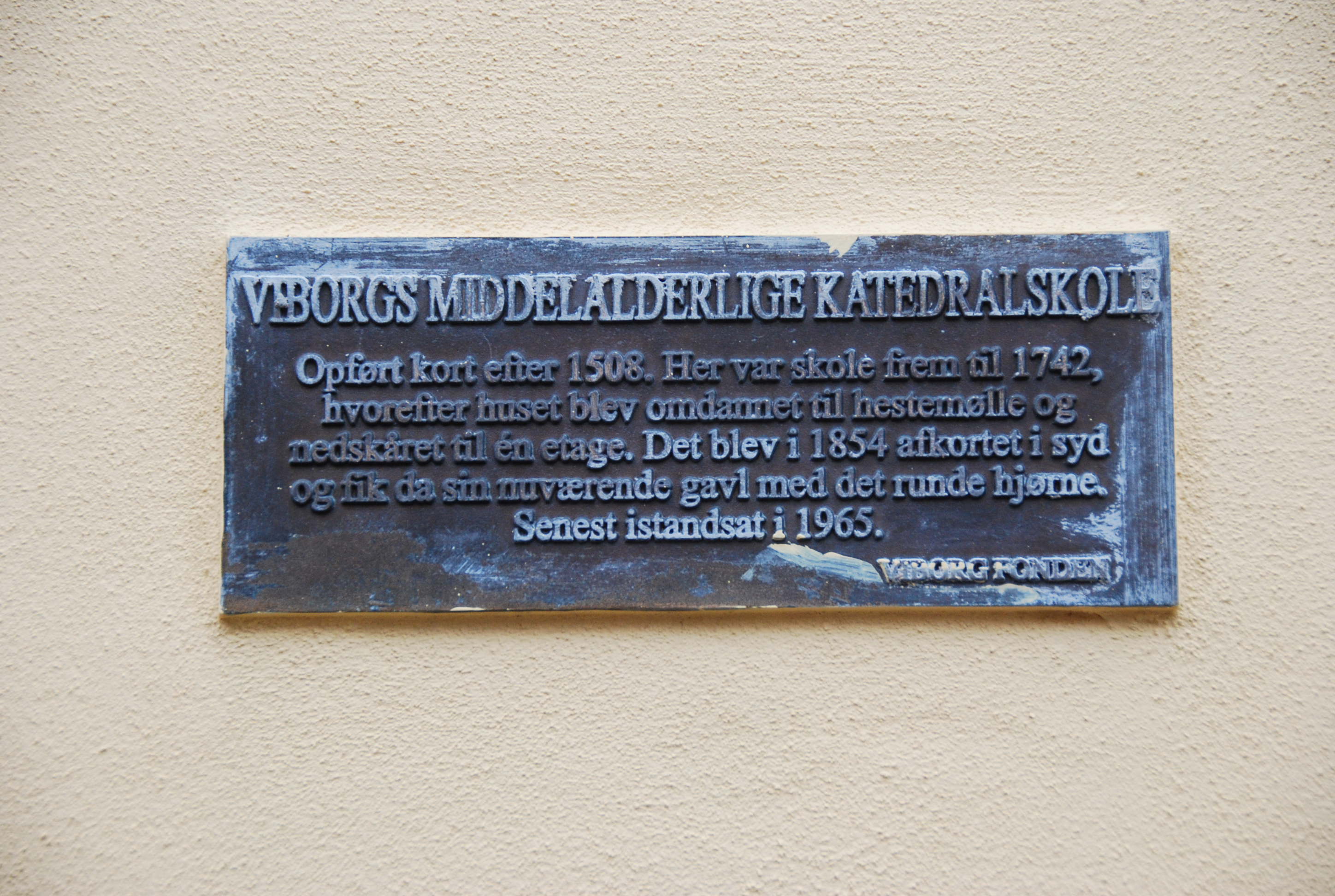
Emléktábla a középkori iskola falán
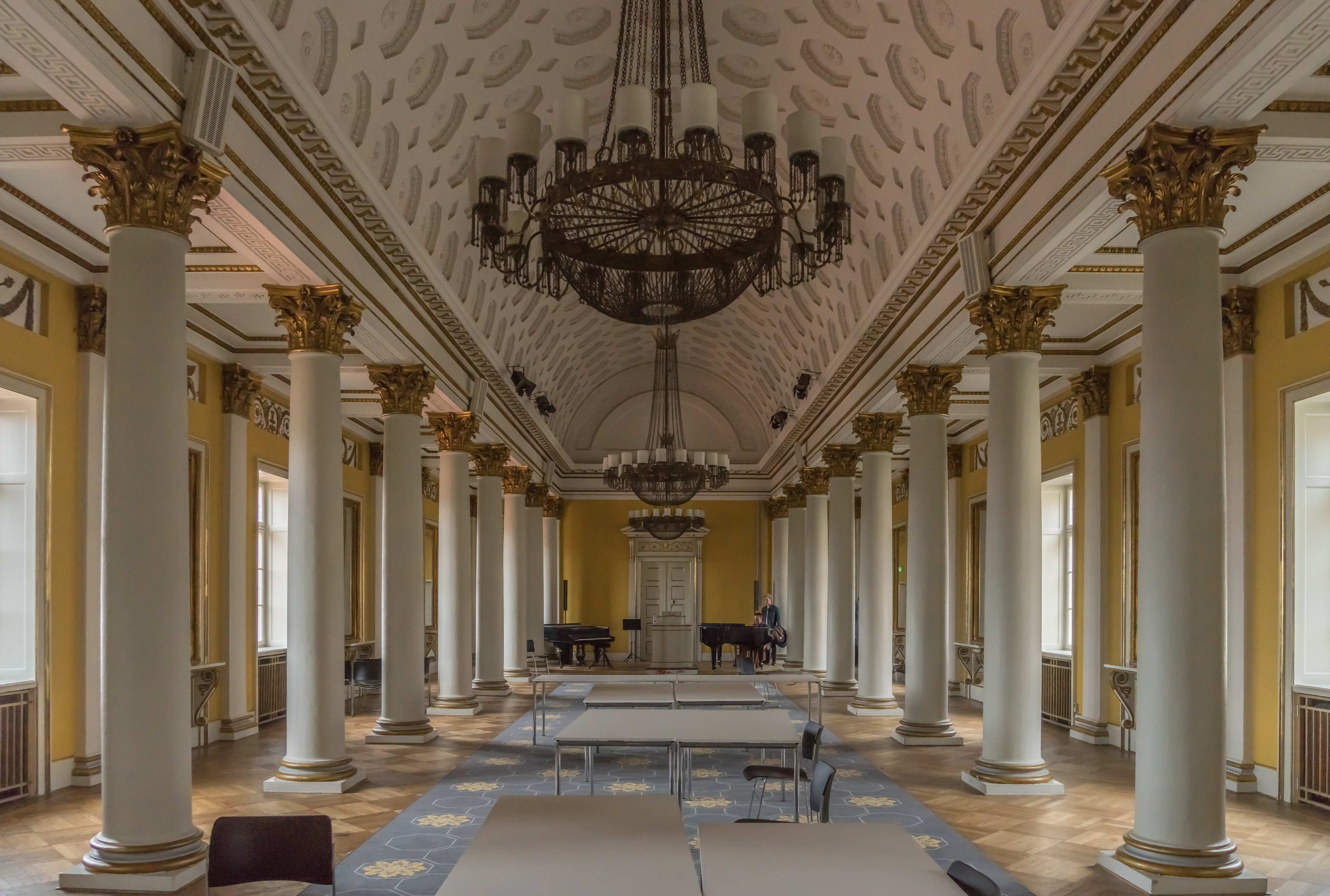
A díszterem